# Castans
Castans – miejscowość i gmina we Francji, w regionie Oksytania, w departamencie Aude.
Według danych na rok 1990 gminę zamieszkiwało 111 osób, a gęstość zaludnienia wynosiła 7 osób/km² (wśród 1545 gmin Langwedocji-Roussillon Castans plasuje się na 791. miejscu pod względem liczby ludności, natomiast pod względem powierzchni na miejscu 503.).

## Zabytki
Zabytki w miejscowości posiadające status Monument historique:
- croix du lavoir